# Nhánh cơ của thần kinh trụ
 Hai nhánh cơ của thần kinh trụ phát sinh gần khuỷu tay: một nhánh chi phối cơ gấp cổ tay trụ (thuộc lớp cơ nông của ô cẳng tay trước); nhánh còn lại chi phối nửa cơ cơ gấp các ngón tay sâu (thuộc lớp cơ sâu của ô cẳng tay trước).